# Jean Pedro
Jean Pedro (Salvador, 22 de janeiro de 1993) é um cantor e ator brasileiro. Ficou conhecido por interpretar Samuca na websérie Som do Amor e Salvador no filme Carnaval da Netflix.

## Discografia
Em 2018, Jean Pedro lançou o seu primeiro EP chamado Ébano. O artista mistura influências da MPB, com beats eletrônicos e arranjos orgânicos, para falar de amor, poesia, preconceito e desigualdade social. O EP conta com três músicas de sua autoria: "Conte Comigo", "Sambar pra Quem?" e "Marionetes". 
No mesmo ano, lançou seu segundo EP, Ébano II, falando sobre identidade, política, representatividade, negritude e tudo que move os anseios da população preta estão presentes no trabalho do cantor Jean Pedro.
Em setembro de 2020, lançou um novo álbum chamado Tudo 7. "Em Tudo 7, o objetivo é apresentar por camadas a subjetividade, as coincidências e as percepções dos nossos sentidos, virtudes e pecados enquanto seres humanos." contou Jean.

### Álbuns/EP's
| Título   | Data de lançamento     | Total de músicas |
| -------- | ---------------------- | ---------------- |
| Ébano    | 19 de março de 2018    | 3                |
| Ébano II | 18 de novembro de 2018 | 4                |
| Tudo 7   | 6 de setembro de 2020  | 7                |

## Filmografia
O ator atualmente está na websérie Som do Amor, e também dirigindo o espetáculo Se Deus Fosse Preto desde 2016. Jean também canta no Grupo Vocal Tangerina, apresentando o espetáculo Semente em 2018. Em 2021, Jean Pedro integrou no elenco do filme da Netflix Carnaval como Salvador.

### Televisão
| Ano  | Título                       | Personagem | Função       |
| ---- | ---------------------------- | ---------- | ------------ |
| 2013 | O Canto da Sereia            | -          | Ator         |
| 2019 | Salvador Fashion Race        | -          | Apresentador |
| 2019 | Som do Amor                  | Samuca     | Ator         |
| 2024 | Davi, Um Cara Comum da Bahia | Davi       |              |
| 2024 | Rensga Hits!                 | Nenê       |              |

### Cinema
| Ano  | Título                   | Personagem      | Notas |
| ---- | ------------------------ | --------------- | ----- |
| 2018 | Tungstênio               | Breno           |       |
| 2018 | Barraca de Capeta        | Príncipe        |       |
| 2020 | 1798: Revolta dos Búzios | Narrador        |       |
| 2021 | Carnaval                 | Salvador Santos |       |
| 2023 | União Instável           | Gabriel Mendes  |       |

### Teatro
| Ano  | Título                      | Personagem          | Função  |
| ---- | --------------------------- | ------------------- | ------- |
| 2011 | O Mala Nada na Lama         | Direito             | Ator    |
| 2011 | Quem Tem um Sonho Não Dança | Rogério             | Ator    |
| 2013 | Câncer                      | Propietário         | Ator    |
| 2014 | Por Que Hécuba              | Polidoro            | Ator    |
| 2014 | Frankenstain                | Delegado            | Ator    |
| 2014 | Sortilégio                  | Ogum                | Ator    |
| 2014 | Jango: Uma Tragedya         | Banda               | Ator    |
| 2014 | Cabaré da RRRRRaça          | Luciano Patrocinado | Ator    |
| 2015 | Áfricas                     | Betinho             | Ator    |
| 2015 | Macbeth                     | Banco               | Ator    |
| 2015 | Hamlet                      | Horácio             | Ator    |
| 2015 | Agorafobias                 | Ferida              | Ator    |
| 2016 | Se Deus Fosse Preto         | -                   | Diretor |